# Sacrosanctum Concilium

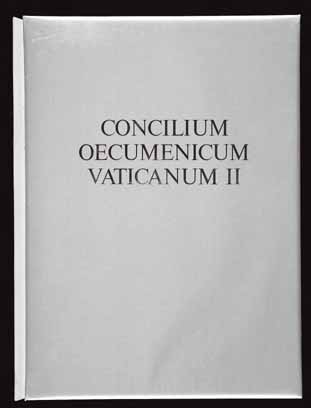
Zweites Vatikanisches Konzil

Sacrosanctum Concilium (SC) heißt, nach ihren Anfangsworten, die Konstitution über die heilige Liturgie, die vom Zweiten Vatikanischen Konzil formuliert und von Papst Paul VI. am 4. Dezember 1963 promulgiert wurde.
Abgesehen von zahlreichen praktischen Folgerungen stellt die Konstitution über die heilige Liturgie als Text eines der Kerndokumente des Zweiten Vatikanischen Konzils und das Grundgesetz seiner Liturgiereform dar; sie ist das erste Dokument, das das Konzil verabschiedete. Die in ihrem Geist und aufgrund ihrer Erlasse erneuerten liturgischen Bücher des Römischen Ritus bedeuteten die Abkehr von der auf Kleriker fixierten Kirche hin zu mehr Mitwirkung der Gläubigen, die nun aktiver in den Gottesdienst einbezogen wurden. Möglich wurde dies nicht zuletzt durch die breite Einführung der Volkssprachen in den Gottesdienst statt des bisher fast ausschließlich gebrauchten Latein. Die Konstitution öffnete die Liturgie dem Volk, in dem sie ganz bewusst darauf setzte, dass der Gemeinde der Reichtum der Heiligen Schrift bekannt gemacht wird, und dass diese auch in der Homilie (Predigt) vom Prediger erklärt wird.

## Entstehung
Die Vorarbeiten gehen auf die Liturgiereformkommission Pius’ XII. zurück, so dass beim Zusammentreten des Konzils ein gründlich vorbereitetes Schema vorlag. Sie ist das einzige Dokument dieses Konzils, bei dem der schließlich verabschiedete Textbestand dem Entwurf weitgehend entspricht.
Mit dem Motu proprio Superno Dei nutu vom 5. Juni 1960 setzte Johannes XXIII. neben neun anderen Vorbereitungskommissionen auch eine Liturgiekommission ein. Diese war der zuständigen Kurienbehörde, der Ritenkongregation, zugeordnet, deren Präfekt Kardinal Gaetano Cicognani vom Papst zum Leiter der Kommission ernannt wurde. Diese Vorbereitungskommission erarbeitete in drei mehrtägigen Konferenzen den Entwurf der späteren Liturgiekonstitution, wobei für die Klärung von Detailfragen insgesamt dreizehn Subkommissionen an der Arbeit beteiligt waren. Cicognani unterschrieb den Entwurf am 1. Februar 1962, fünf Tage vor seinem Tod und gut acht Monate vor Konzilseröffnung.
Das Schema De sacra liturgia war dasjenige Vorhaben, welches vom Konzil als erstes in Angriff genommen wurde: Vom 22. Oktober bis zum 14. November 1963 wurde es in 16 Generalkongregationen mit 327 mündlichen Voten diskutiert und schließlich mit 2162 Ja- bei 46 Nein-Stimmen und sieben ungültigen Stimmen als Grundlage für die Weiterarbeit angenommen. Allerdings gab es 360 schriftliche Eingaben mit 180 Abänderungsanträgen (Modi), welche die Kommission – nun nicht mehr die vom Papst eingesetzte Vorbereitungskommission, sondern die zu zwei Dritteln vom Konzil selbst gewählte Liturgiekommission des Konzils – weiter zu bearbeiten hatte.
Die Überarbeitung des Entwurfs wurde in der ersten Zwischenperiode geleistet. Nachdem Johannes XXIII. am 3. Juni 1963 gestorben und Paul VI. am 21. Juni zu seinem Nachfolger gewählt worden war, berief dieser die zweite Konzilsperiode für den 29. September ein, in der jedoch als erstes nicht das Liturgieschema, sondern das Kirchenschema De Ecclesia, die erklärte Priorität von Paul VI., verhandelt wurde. Im Lauf der zweiten Konzilsperiode wurde das Liturgieschema in verschiedenen Generalkongregationen abschnittsweise zur Abstimmung gebracht. Dabei stiegen bei Abschnitten, in denen die Verwendung der Volkssprache in der Liturgie erlaubt und der Vorrang des Klerus in der Liturgie relativiert wurde, die Nein- und die placet iuxta modum-Stimmen (Ja mit Vorbehalt) jeweils stark an, in Einzelfällen wurde die nötige Zweidrittelmehrheit nicht erreicht. Trotzdem wurde das Schema als Basis der weiteren Arbeit beibehalten und am 22. November als Ganzes zur Abstimmung gebracht, wo es bei 2158 Ja-Stimmen nur 19 Gegenstimmen gab. In der feierlichen öffentlichen Sessio des Konzils vom 4. Dezember 1963 wurde die Liturgiekonstitution Sacrosanctum Concilium schließlich als erstes Dokument des Konzils überhaupt mit 2147 zu 4 Stimmen angenommen und von Papst Paul VI. promulgiert.

## Inhalt

### 1. Kapitel: Allgemeine Grundsätze zur Erhebung und Förderung der heiligen Liturgie

#### I. Das Wesen der heiligen Liturgie und ihre Bedeutung für das Leben der Kirche
Das Unterkapitel erläutert die Bedeutung der Liturgie für die katholische Kirche und ihre Gläubigen.

„Liturgie [ist] der Höhepunkt, dem das Tun der Kirche zustrebt, und zugleich die Quelle, aus der all ihre Kraft strömt.“

Die Gläubigen werden angehalten, der heiligen Liturgie hinzuzutreten. Die Seelsorger sollen für die rechte Weise der Ausübung Sorge tragen.

#### II. Liturgische Ausbildung und tätige Teilnahme
Alle Gläubigen sollen in der Liturgie bewusst und tätig teilnehmen können, dies verlange „das Wesen der Liturgie selbst“ und für die „Erneuerung und Förderung der Liturgie“ unerlässlich (SC 14).
Die liturgische Bildung ist der Gläubigen ist daher ein wichtiges Aufgabenfeld für alle im seelsorglichen Bereich tätigen Personen, die eine fundierte theologische Ausbildung haben müssen (vgl. SC 14 und SC 18).
Ferner wird hier bestimmt, dass Übertragungen von heiligen Handlungen in Funk oder Fernsehen von Medienbeauftragten übernommen werden, die von Bischöfen eingesetzt werden (vgl. SC 20).

#### III. Die Erneuerung der heiligen Liturgie
Dieses Unterkapitel bildet das Kernstück der Konstitution über die Liturgie. Das Konzil geht von der Erkenntnis aus, dass es Teile der Liturgie gibt, die unveränderlich sind und Teile, die dem Wandel unterworfen sind. Zur Änderung dieser Teile stellte das Konzil folgende Leitlinien auf:
- Nur die Kirche ist ermächtigt, die Liturgie zu ordnen oder zu verändern. Innerhalb festgelegter Grenzen dürfen dies auch die regionalen Bischofsvereinigungen.
- Bei der Revision der liturgischen Bücher sollte die gesunde Überlieferung beibehalten und dennoch nach gründlichen theologischen, historischen und pastoralen Untersuchungen für einen berechtigten Fortschritt erschlossen werden; Neuerungen sollten nur eingeführt werden, wenn ein wahrer und sicherer Nutzen für die Kirche dies erfordert (nisi vera et certa utilitas ecclesiae id exigat).  Dabei ist Sorge zu tragen, dass die neuen Formen aus den schon bestehenden gewissermaßen organisch herauswachsen. Die liturgischen Bücher sollen alsbald (quamprimum) revidiert werden.
- „Bei liturgischen Feiern soll jeder, sei er Liturge oder Gläubiger, in der Ausübung seiner Aufgabe nur das und all das tun, was ihm aus der Natur der Sache und gemäß den liturgischen Regeln zukommt.“
- Der Beitrag von Chören, Kantoren, Ministranten und Lektoren ist ein wirklicher liturgischer Dienst, d. h., er wird nicht nur in Stellvertretung für Kleriker vollzogen.
- Der Beitrag der Gläubigen an der Liturgie soll durch Aufnahme von Akklamationen in die liturgischen Bücher gefördert werden.
- Bei der Erneuerung der Riten der Liturgie soll beachtet werden, dass die Riten klar und verständlich sind, dass eine Predigt stattfindet, die den Gläubigen die Schrift erläutert.
- Artikel 36 behandelt die breitere Einführung der Volkssprachen in die Liturgie. Zwar soll der Gebrauch der lateinischen Sprache erhalten bleiben, doch wird zugestanden, dass „nicht selten der Gebrauch der Volkssprache für das Volk sehr nützlich sein kann“ (SC 36). Für die „mit dem Volk gefeierten Messen“ wurde der Gebrauch der Volkssprachen zugestanden, „besonders in den Lesungen und im allgemeinen Gebet“ sowie „in den Teilen, die dem Volk zukommen“ und auch „darüber hinaus“ (SC 54). Weiterhin aber ist dafür zu sorgen, dass „die Christgläubigen die ihnen zukommenden Teile des Mess-Ordinariums auch lateinisch miteinander sprechen und singen können“ (SC 54).
- Außerdem fördert die Kirche regionale Eigenheiten, soweit sie mit dem allgemeinen römischen Messbuch in Einklang zu bringen sind. Der Artikel beinhaltet damit eines der Kernpunkte der Liturgiereform des Zweiten Vatikanums.

#### IV. Förderung des liturgischen Lebens in Bistum und in der Pfarrei
Enthält noch einmal die Hervorhebung der Relevanz der Kirchenarbeit vor Ort.

#### V. Förderung der pastoralliturgischen Bewegung
Darin werden die Bistümer aufgefordert, liturgische Kommissionen zu errichten, die sich von Fachleuten für Liturgiewissenschaft, sakrale Kunst, Kirchenmusik und Seelsorgefragen beraten lassen sollen. Zweck soll die Weiterentwicklung der Liturgie und Förderung der liturgischen Sache sein.

### 2. Kapitel: Das heilige Geheimnis der Eucharistie
Das Konzil trifft hier Regelungen, die die Feier der Eucharistie für die Gläubigen leichter verständlich machen und die deren Mitwirkung fördern sollen. Dazu gehören im Besonderen:
- Überarbeitung des Mess-Ordo (Ordo Missae), also der Abfolge der Messe, vor allem sollen Wiederholungen wegfallen und die Vorgänge einfacher werden.
- Der Heiligen Schrift soll ein breiter Raum eingerichtet werden.
- Predigten sind zu halten.
- Fürbittgebete sollen gehalten und gefördert werden
- Der Volkssprache darf in Messen mit dem Volk ein gebührender Raum zugeteilt werden. Dennoch soll die Kenntnis um die lateinischen Formeln nicht verloren gegeben werden.
- In jeder Messe soll die hl. Kommunion an die Gläubigen ausgeteilt werden. Die Kommunion unter beiderlei Gestalten soll vermehrt gespendet werden dürfen.
- SC 57 erhält Regelungen, in denen das Konzil eine Konzelebration, also eine von mehreren Priestern gemeinsam gefeierte Messe, empfiehlt.

### 3. Kapitel: Die übrigen Sakramente und Sakramentalien
- Auch bei den Sakramenten soll die Volkssprache verwendet werden können.
- Die Taufriten sollen nach Wunsch des Konzils überarbeitet werden. Dies geschah durch Neubearbeitung des Rituale Romanum die Schaffung einer Messe: „Bei der Spendung einer Taufe“ im revidierten Messbuch.
- Die Rolle der Paten wird gestärkt.
- Das Konzil beschließt die Einführung einer besonderen Feier nach der Nottaufe, die in Todesgefahr jeder spenden kann.

### 4. Kapitel: Das Stundengebet
Die Konstitution hebt in diesem Kapitel die Bedeutung des Stundengebets hervor, das wieder besonders gepflegt werden soll. Kleriker, Ordensleute und Personen des geweihten Lebens sind verpflichtet, soweit nichts Schwerwiegendes dagegenspricht, die jeweiligen Tagzeiten zu verrichten; auch den Laien wird das tägliche Stundengebet – in Gemeinschaft oder allein – empfohlen. Das Stundengebet soll von Klerikern grundsätzlich in lateinischer Sprache verrichtet werden, wobei jedoch der Ordinarius in Einzelfällen von dieser Verpflichtung dispensieren kann (vgl. SC 101 §1).

### 5. Kapitel: Das liturgische Jahr
Das Konzil hält hier die Gläubigen nachdrücklich an, den Sonntag als Herrentag zu feiern. Weiterhin werden die Bedeutungen einzelner Aspekte des Kirchenjahre wie Bußzeit usw. näher erläutert.
Siehe: Grundordnung des Kirchenjahres.

### 6. Kapitel: Die Kirchenmusik
Die Konstitution räumt hier der Kirchenmusik einen besonderen Platz ein. Die vornehmste Form erreicht der Gottesdienst danach immer dann, wenn er mit Gesang gehalten wird, wobei insbesondere auf die Bedeutung des Gregorianischen Chorals hingewiesen wird. Kirchenchöre sind zu fördern und auf musikalische Ausbildung in den katholischen Bildungsinstituten ist zu achten. Kirchenmusiker sollen eine „gediegene“ Ausbildung erhalten. Vor allem soll auf die Pflege des religiösen Volksgesangs wert gelegt werden, wie auch auf die Tradition der Kirchenorgelmusik.

### 7. Kapitel: Die sakrale Kunst, liturgisches Gerät und Gewand
Liturgierechtliche und liturgiepastorale Aussagen über die Sakralkunst und Kirchenarchitektur werden getroffen: Kriterien für die liturgische Eignung der Kunst, Bilderverehrung, künstlerische Freiheit in Verantwortung gegenüber den liturgischen Normen, kirchliche Denkmalpflege, Künstlerpastoral, Berücksichtigung der Kunst im Theologiestudium.

## Umsetzung
Noch während der Beratungen des Konzils über die Liturgiekonstitution betraute Papst Paul VI. im Herbst 1963 den Erzbischof von Bologna, Kardinal Giacomo Lercaro, mit Vorüberlegungen für eine nachkonziliare Kommission; dieser bezog den Liturgiewissenschaftler Annibale Bugnini in die Überlegungen ein, der seit dem 11. Juli 1960 Sekretär der Liturgischen Vorbereitungskommission des Konzils war und dann auch Sekretär des Consiliums wurde. Mit seinem Motu proprio Sacram liturgiam vom 25. Januar 1964 setzte der Papst das Gremium als „besondere Vereinigung“ (peculiarem condimus Commissionem) ein; das Consilium zur Ausführung der Liturgiekonstitution (lateinisch Consilium ad exsequendam Constitutionem de sacra Liturgia), meist als Consilium bezeichnet, machte sich im Januar 1964 unverzüglich an die Arbeit. Die mit Bischöfen und internationalen Theologen verschiedener Fachrichtungen besetzte Studiengruppe hatte die Aufgabe, die liturgischen Bücher des Lateinischen Ritus im Geist und nach den Normen des Konzils neu zu fassen und die Ritenkongregation bei der Durchführung der Konzilsbeschlüsse „hilfreich und klug zu unterstützen“, wie der Papst 1967 in einer Ansprache sagte.
Mit der Instruktion Inter Oecumenici wurden bereits am 26. September 1964 erste Änderungen in der Liturgie vorgelegt, die zu einer deutlich überarbeiteten amtlichen Messordnung führte, dem Ritus servandus in celebratione missae und Ordo missae von 1965 („1965er-Ritus“). Weitere vom Konzil geforderte Änderungen, und zwar die Konzelebration und die Kelchkommunion, wurden durch das Dekret Ecclesiae semper vom 7. März 1965 geregelt, zur Kirchenmusik wurde am 5. März 1967 die Instruktion Musicam sacram veröffentlicht.
Die Grundordnung des Kirchenjahres und der Römische Generalkalender (Calendarium Romanum Generale) wurden am 14. Februar 1969 durch das Motu proprio Mysterii paschalis Papst Pauls VI. zum 1. Januar 1970 in Kraft gesetzt. Das erneuerte Missale Romanum wurde vom Papst mit der Apostolischen Konstitution Missale Romanum am 3. April 1969 promulgiert und wird daher auch „Missale Pauls VI.“ genannt. Es trat am 1. Adventssonntag, dem 30. November 1969, in Kraft. Das Missale liegt in lateinischer Sprache vor und bildet die Grundlage für die volkssprachlichen Bearbeitungen. Ihm wurde die für Feier und Verständnis der Messfeier wichtige Institutio Generalis Missalis Romani (IGMR) vorangestellt (3. Ausgabe 2002). Ihre deutsche Fassung heißt Allgemeine Einführung in das Römische Messbuch (AEM), künftig Grundordnung des Römischen Messbuches (GORM). Außerdem findet man im neuen Missale die Normae universales de anno liturgico et de calendario, verdeutscht unter dem Titel Grundordnung des Kirchenjahres und des römischen Generalkalenders. Die deutschsprachige Ausgabe des erneuerten Missale Romanum wurde 1975 herausgegeben und führt den Titel Die Feier der heiligen Messe.
Die Reform des Stundengebets folgte mit der apostolischen Konstitution Laudis canticum vom 1. November 1970, durch die die Editio typica Liturgia Horarum iuxta ritum Romanum, das neue Stundenbuch der römisch-katholischen Kirche, mit sofortiger Wirkung in Kraft gesetzt wurde.

## Einordnung
Die Liturgiekonstitution hat ein „neues Paradigma“ eröffnet, indem sie „sich bei der Zielformulierung katholischer Liturgie nicht mehr mit dem Minimalkriterium von Gültigkeit und Erlaubtheit zufrieden gegeben“, sondern mit der bewussten, tätigen Teilnahme, das Kriterium der geistlichen Gewinns starkgemacht hat. Die Teilnehmer der Liturgie sollen erfahren können, dass Gott „in der Liturgie bei den je feiernden Menschen ‚ankommen‘“ möchte.

## Text und Kommentar
- Constitutio de Sacra Liturgia / Konstitution über die Heilige Liturgie. Lateinischer Text aus Acta Apostolicae Sedis 56 (1964), 97–138. Deutsche Übersetzung herausgegeben im Auftrag der deutschen, österreichischen und schweizerischen Bischöfe von den liturgischen Kommissionen der Bischofskonferenzen Deutschland, Österreich und der Schweiz, verbesserte Fassung. Vorwort von Prälat Johannes Wagner, Trier; Einleitung und Kommentar von Univ.-Prof. Josef Andreas Jungmann, Innsbruck, im Auftrag des Liturgischen Instituts in Trier. In: LThK², Das Zweite Vatikanische Konzil, Konstitutionen, Dekrete und Erklärungen, Lateinisch und Deutsch. Kommentare, Teil I, Herder-Verlag, Freiburg im Brsg. 1966, S. 9–109. Ausführlich eingeleiteter und kommentierter lateinisch-deutscher Paralleltext.
- Die Konstitution über die Heilige Liturgie „Sacrosanctum Concilium“. In: Karl Rahner / Herbert Vorgrimler: Kleines Konzilskompendium. Sämtliche Texte des zweiten Vatikanums. Verlag Herder, Freiburg im Breisgau 22. Auflage 1990, S. 37–90. [Einleitung und dt. Text]
- Herman Schmidt: Die Konstitution über die heilige Liturgie: Text, Vorgeschichte, Kommentar. Verlag Herder: Freiburg i. Br. 1965.
- Über die Liturgie. Eingeleitet von Bischof Hermann Volk. Konstitution – Moto Proprio – Instruktion – Reskripte. Beschlüsse, Erklärungen, Anweisungen und Richtlinien der deutschen Bischöfe. In: Dokumente des Zweiten Vatikanischen Konzils. Authentische Textausgaben lateinisch – deutsch, Band III. Paulinus, Trier 1965. [Beinhaltet auch die unmittelbar nachkonziliaren Ausführungsdokumente des Vatikans und der Deutschen Bischofskonferenz]